# Зекич, Зоран
Зоран Зекич (хорв. Zoran Zekić; род. 29 апреля 1974, Осиек) — хорватский футболист и тренер.

## Карьера

### Игрока
В начале карьеры играл за хорватские команды «Осиек» и «Цибалия», затем перешёл в немецкий «Пфуллендорф», который выступал в то время в четвёртом по силе дивизионе Германии — Региональной лиге «Юг». В 1999 году Зоран поиграл за хорватский «Оток», а в 2000 году — за «Сараево» из Боснии и Герцеговины, в котором провёл всего 7 игр. Следующими командами Зекича стали хорватские «Камен Инград» и «Задар». Зимой 2004 года Зоран подписал контракт с израильским клубом «Маккаби». Вскоре футболист вновь вернулся в Хорватию, подписав контракт с загребским «Динамо», позднее Зоран выступал за другие хорватские клубы: «Интер» (Запрешич), «Риека», «Цибалия», «Истра 1961», «Сегеста», «Мославина» и «Лучко». Карьеру футболиста Зоран завершил в 2011 году в клубе «Максимир», выступавшем в четвёртом по силе дивизионе Хорватии.

### Тренерская
Тренерскую карьеру Зекич начал в 2007 году в Хорватии, первой командой были дети из Академии загребского «Динамо», затем тренировал старшие команды в «Динамо», позднее работал в командах первой и второй лиг, с 2010 по 2013 год работал главным тренером хорватского клуба «Максимир».
В 2013 году попал в Академию ФК «Шериф», где тренировал юношескую команду. С начала 2014 года работал на посту главного тренера со второй командой «Шерифа», в августе этого же года был назначен исполняющим обязанности главного тренера основного клуба «Шериф». В предпоследнем туре чемпионата Молдавии 2014/15, несмотря на победу над «Зимбру», тираспольчане лишились шансов на чемпионский титул, итогом сезона для тираспольчан стало 3 место. 24 мая 2015 года выиграл с командой Кубок Молдавии 2014/15, а 26 мая был отправлен в отставку. Под руководством Зекича тираспольчане сыграли в первенстве Молдовы 21 матч, из них 16 побед, 3 ничьи и 2 поражения.
21 октября 2020 года стало известно, что по обоюдному соглашению сторон Зоран Зекич ушёл из молдавского «Шерифа».

## Достижения
«Шериф»
- Обладатель Кубка Молдавии (1): 2014/15
- Бронзовый призёр чемпионата Молдавии (1): 2014/15